# Бещев, Борис Павлович
Бори́с Па́влович Бе́щев (17 [30] июля 1903, Великое, Ярославская губерния — 27 мая 1981, Москва) — советский государственный деятель, министр путей сообщения СССР (1948—1977), Герой Социалистического Труда (1959), член ЦК КПСС с 1952 года, депутат Верховного Совета СССР 4—8 созывов.
В течение почти 29 лет (по продолжительности пребывания в должности является рекордсменом среди советских министров) бессменно возглавлял железнодорожную отрасль СССР. За это время под началом Бещева была осуществлена крупномасштабная реконструкция советского железнодорожного транспорта, перевод железных дорог с паровозной на тепловозную, а затем и электрическую тягу, ручные стрелки заменены на диспетчерскую электроцентрализацию, внедрены автоблокировка, маршрутизация перевозок, впервые в стране запущены тяжеловесные и сдвоенные грузовые поезда, были проведены проектно-изыскательские работы и начата реконструкция Байкало-Амурской магистрали. В период его руководства отраслью грузооборот железнодорожного транспорта в Советском Союзе вырос в 8 раз. При Бещеве было построено 23,5 тысяч км новых главных путей, а вместе со вторыми и третьими путями — более 40 тысяч км. Ранее существовавшие 56 железных дорог СССР преобразованы в 26 крупных магистралей, а сама сеть железных дорог впервые начала развиваться по комплексному плану. Бещев стоял у истоков скоростного железнодорожного движения в СССР. Разработал первый генеральный план реконструкции советского железнодорожного транспорта после Великой Отечественной войны.

## Биография

### Происхождение, образование и начало деятельности на железной дороге

Объективка с собственноручной правкой Бещева даты рождения

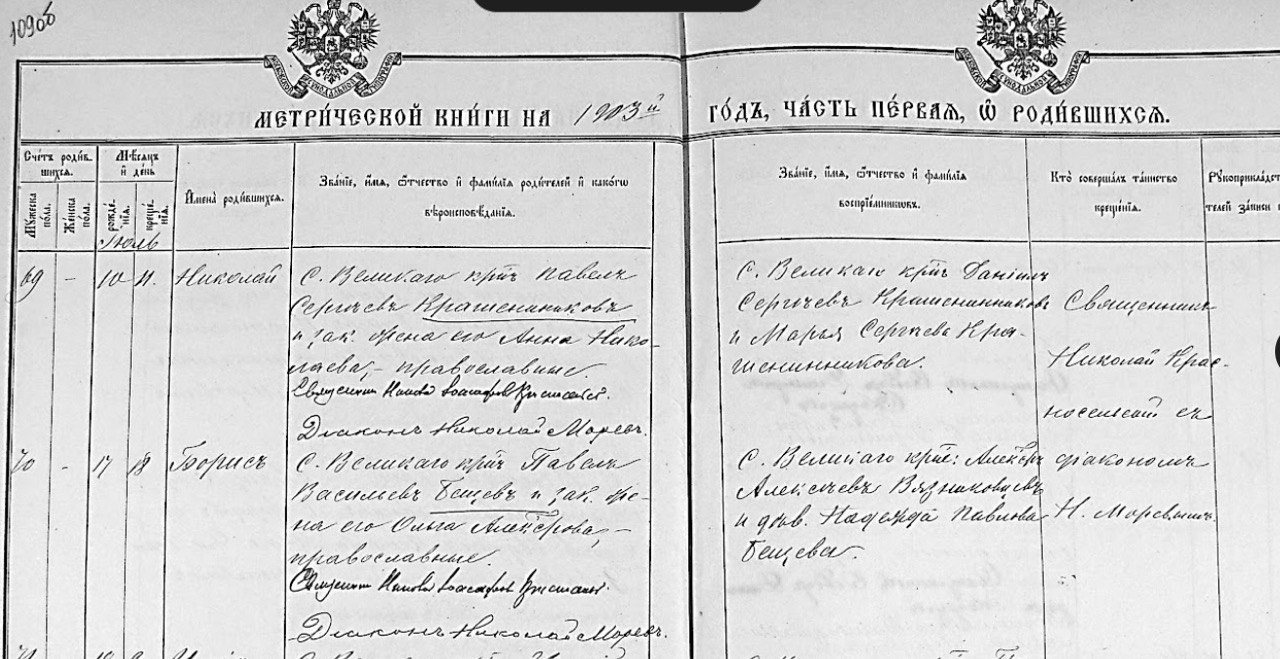
Церковная метрика Бориса с указанием даты рождения 17 июля

Сын рабочего-текстильщика родился 17 (30) июля 1903 года в селе Великое Ростовского уезда Ярославской губернии (ныне Гаврилов-Ямский район, Ярославская область). В 5 лет остался без отца, в 8 лет — без матери, воспитывался в семье старшего брата Сергея.
В Государственном архиве Ярославской области содержатся сведения о школьном образовании Б. П. Бещева. Борис был принят в ученики по его «прошению» в 1916 году в Великосельское высшее начальное училище (ныне МОУ «Великосельская средняя школа»). До этого Б. Бещев окончил курсы земского начального училища в селе Великое. Учился Борис на «хорошо» и «отлично». Из воспоминаний одноклассника, впоследствии заслуженного врача Д. И. Писарева, Борис Бещев был «самым прилежным учеником» в классе. Из учебных дисциплин легко давались математика и физика — эти предметы Борис любил больше других школьных предметов.
Великосельское высшее начальное училище дало Бещеву глубокие, прочные знания, которые пригодились при поступлении в ВУЗ.
Борис Павлович с детских лет увлекался спортом и был неплохим футболистом, являлся форвардом Великосельской юношеской футбольной команды. Свое детское увлечение футболом Борис Павлович сохранил на всю жизнь. Кроме футбола, в свободное от учёбы время, Борис увлекался рыбалкой: ловил карасей на самых больших прудах села Великое: Белом и Чёрном.
С 1919 года семья перебралась в Поволжье, где Борис работал на железнодорожном телеграфе. Обрабатывая день за днём информацию сотен телеграмм о движении поездов, Бещев по собственной инициативе стал проводить их логистический анализ и обнаружил задатки организатора. Молодой телеграфист увидел простые способы улучшить логистику железнодорожных перевозок, переведя основную их часть на короткие (или быстрые) маршруты с задействованием большего числа паровозов.
В 1921—1923 годах находился на комсомольской работе инструктором Сызранского уездного комитета комсомола.
В 1924—1930 годах — на профсоюзных должностях станции Батраки Самаро-Златоустовской железной дороги (ныне город Октябрьск Самарской области). Член ВКП (б) с 1927 года.
Высшее образование получил в Ленинградском институте инженеров железнодорожного транспорта, который окончил в 1935 году (годы учёбы 1930—1935), по профилю «станции и узлы», с отличием

### Первые рационализаторские идеи и проекты
Инженерную деятельность начал в Москве на станции Ховрино Октябрьской железной дороги. Был старшим инженером, заместителем начальника станции. Рационализаторское предложение инженера Бещева о том, как сократить время на формирование составов и ускорить пропуск вагонопотоков, оказалось на столе наркома Л. М. Кагановича. Ознакомившись с предложением, Каганович написал резолюцию: «Надо бы помочь развить талант и исследовательские задатки т. Бещева». После этого молодого инженера перевели в аппарат Народного комиссариата путей сообщения СССР.
В 1937—1940 годах Бещев — начальник Орджоникидзевской железной дороги. В Северной Осетии тогда стремительно наращивалась добыча нефти и срочно требовалось увеличение пропускных способностей железной дороги. Эту проблему Бещев решил за счёт реконструкции хозяйства и рациональной организации перевозочного процесса. За успех Бещев получил первый орден Ленина.
В этот период Бещев в докладе главе правительства В. М. Молотову и наркому Л. М. Кагановичу обосновал необходимость сооружения «связок» между отдельными железнодорожными ветками Северного Кавказа как стратегически важного региона. Такие соединительные ветви значительно ускорили бы грузовые перевозки и прикрепили предприятия и отрасли к определённым маршрутам. Идеи Бещева получили поддержку и были, в основном, осуществлены к середине 1970-х годов.
Из важных нереализованных проектов, предложенных Бещевым, к XXI веку осталось строительство железных дорог Волгоград — Элиста — Астрахань, Артезиан (юго-восток Калмыкии) — Будённовск. Эти магистрали предполагается построить до 2030 года. На неопределённое время отложено строительство предложенной Бещевым железной дороги Новороссийск — Туапсе по берегу Чёрного моря, что соединит два стратегических порта кратчайшим путём — а не кружным, как сейчас, через Краснодар. В пользу этого проекта говорят соображения национальной безопасности, однако он имеет существенные изъяны в экологическом и природоохранном плане.

### Начальник железных дорог и заместитель наркома
В 1940—1941 годах — начальник Октябрьской железной дороги. Вскоре после начала Великой Отечественной войны, с августа 1941 года — первый заместитель Оперативно-эксплуатационного управления НКПС. В статусе особоуполномоченного НКПС Бещев занимался организацией воинских перевозок, эвакуацией из Ленинграда ценного промышленного оборудования. Под руководством Бещева за два месяца перед блокадой из Ленинграда железнодорожным транспортом было вывезено 740 тысяч человек, более 90 промышленных предприятий. Во второй половине 1941 года Бещев организовал эвакуацию железнодорожным транспортом из европейской части СССР на Урал и в Сибирь оборудования 2600 предприятий, 18 млн рабочих и членов их семей. Во встречном направлении, на фронт было доставлено 290 дивизий, свыше 2 млн солдат и командиров, сотни тысяч единиц танков, орудий, а также боеприпасы. Были подготовлены и обучены специальные фронтовые машинисты, управлявшие локомотивами в районах боевых действий и на непосредственных подступах к ним.
С июля 1942 года по 1944 год Бещев — начальник железной дороги имени В. В. Куйбышева. Стратегическое значение Куйбышевской железной дороги заключалось в том, что она связывала Центр и Юг Советского Союза с Уралом и Сибирью. Под началом Бещева в три раза выросли объёмы перевозок для наступающей Советской Армии — боеприпасов, военной техники, горючего и продовольствия. Бещев внедрил маршрутизацию перевозок, что значительно ускорило доставку грузов. Впервые в СССР запущены тяжеловесные и сдвоенные поезда. Под руководством Бещева в 1943 году электрифицирован участок Куйбышев — Безымянка, а в 1944 году завершено строительство линии Ульяновск — Сызрань — Сенная — Вольск. Характерной особенностью Бещева была ежедневная работа «в поле», непосредственно на станциях и железнодорожных путях.
С 1944 года — заместитель наркома и начальник управления движения НКПС. Начиная с этого времени, Бещев мог влиять на технологические решения в масштабе всего государства, например, о начале массовой электрификации, о производстве новых моделей магистральных локомотивов. В первом отделе НКПС Бещев имел прозвище Вещий — за прогнозный дар и по причине интуитивной аллитерации его фамилии. Весной 1945 года, в ходе подготовки Берлинской наступательной операции, Бещев организовал доставку на фронт в течение 20 суток 40 тысяч вагонов с воинскими грузами. Летом 1945 года Бещев организовал скрытную переброску на Дальний Восток по железной дороге советских войск, вступивших в войну с Японией.

### Министр путей сообщения СССР
С 1946 года Бещев — первый заместитель министра, а с 5 июня 1948 года — министр путей сообщения СССР. Вместе с назначением Совет Министров СССР присвоил Бещеву звание генерал-директора путей сообщения. Организовал восстановление подвижного состава и капитальный ремонт пути, разрушенного в ходе войны. К 1950 году грузооборот на железных дорогах СССР увеличился на 45 % в сравнении с довоенным уровнем. При министре Бещеве, в начале 1950-х годов, впервые в СССР начата укладка 25-метровых рельсов вместо прежних, длиной 12,5 метра. В 1950-х годах Бещев сконцентрировался на техническом перевооружении железнодорожного транспорта: электрификации железных дорог, модернизации подвижного состава. Эпохальным событием стал переход с паровозной (КПД не более 4—5 %) на тепловозную и электрическую тягу. Паровозы сжигали ежегодно более 100 млн тонн из добываемого в СССР угля. Прогрессивные виды тяги сократили себестоимость железнодорожных перевозок почти на треть. С 1956 года впервые в СССР началась укладка бесстыкового пути. В 1958—1959 годах была проведена коренная реорганизация на сети, в ходе которой вместо 56 железных дорог в СССР появилось 26 крупных магистралей. Эта реорганизация значительно повысила управляемость на сети, увеличилась скорость движения пассажирских и грузовых поездов, доставки грузов, сократились сроки грузоперевозок.
За время пребывания Бещева в ранге руководителя МПС СССР грузооборот железнодорожного транспорта в Советском Союзе вырос в 8 раз, было построено 23,5 тысяч км новых главных путей, а вместе со вторыми и третьими путями — более 40 тысяч км, осуществлена замена устаревших рельсов Р-43 на тяжёлые Р-65 и Р-75 с железобетонными шпалами.
Приказом министра Бещева от 20 октября 1961 года на Московской железной дороге был создан первый на железных дорогах Советского Союза информационно-вычислительный центр. В 1964 году введена в эксплуатацию первая ЭВМ «Днепр-21», затем — электронная вычислительная машина первого поколения «Урал-14» на радиолампах, с вводом информации с перфокарт. Так впервые на сети была внедрена автоматизация учёта и оперативного планирования перевозочного процесса.
Под началом Бещева в 1950—1960 годы в СССР был создан специальный вагонный парк, которого раньше в стране не было: зерновозы, цементовозы, думпкары, рефрижераторы, двухъярусные платформы для перевозки автомобилей, вагоны-термосы.
По причинам политического характера советское руководство в 1960—1970 годах сделало упор на импорт различных видов транспортных средств из ГДР, Венгрии, Польши, Чехословакии. Вследствие этого советский парк пассажирских вагонов более чем на 70 % пополнялся за счёт импорта из ГДР, стимулируя промышленность Восточной Германии. Бещев настаивал на том, чтобы равномерно распределять производство вагонов между Советским Союзом и ГДР. Такой же принцип Бещев предложил соблюдать и в отношении к рефрижераторам и вагонам-термосам, которые в 1970—1980 годы закупались, в основном, в Чехословакии, Польше и ГДР. Однако рекомендации министра МПС были проигнорированы руководством СССР и Совета экономической взаимопомощи. Таким образом интеграция экономики социалистических стран обернулась ликвидацией и потерей для СССР важных отраслей отечественного транспортного машиностроения — в частности, пассажирского и рефрижераторного. Данные отрасли начали восстанавливаться в России и государствах бывшего СССР, лишь начиная с 2000-х годов.
В 1960-е годы Бещев инициировал возобновление проектно-изыскательских работ на БАМе, 24 марта 1967 года вышло соответствующее постановление ЦК КПСС и Совета Министров СССР. Это позволило начать стройку на обширной территории от Байкала до Амура. Прогнозируя в будущем проблемы с пропуском растущих грузопотоков через БАМ и Транссиб, Бещев предлагал сооружать также и заполярную ветку Транссиба.
В 1970—1975 годах Бещев курировал железнодорожные перевозки военных грузов из Советского Союза через Китай во Вьетнам, где тогда шла война, в которой СССР оказывал широкомасштабную военно-техническую помощь антиамериканским силам. В этой межгосударственной деятельности проявился дипломатический талант Бещева, который успешно контактировал с главой министерства железных дорог КНР, что обеспечило транзитные перевозки через Китай без перебоев, строго по графику.

Могила Бещева на Новодевичьем кладбище Москвы.

К 1977 году, когда Бещев завершил карьеру, электрифицированные линии в СССР составили более трети от всей протяжённости сети.

### Вклад в организацию скоростного сообщения
При Бещеве впервые прорабатывалась идея скоростного движения на Октябрьской железной дороге. Приказом министра от 29 мая 1957 года была разработана программа действий и определены технические меры для организации скоростного движения. Уже в 1957 году работы перешли в практическую плоскость: была впервые в СССР достигнута скорость 134 км/ч, которую тепловоз ТЭ7-001 с грузовым поездом весом 1000 тонн развил на перегоне Покровка — Клин. В последующие годы тепловоз с грузовыми поездами весом 800—900 тонн достиг скорости 140 км/ч. В 1965 году состоялись опытные поездки, в ходе которых электровоз серии ЧС2 с составом преодолевал расстояние 650 км между Москвой и Ленинградом за 4 часа 59 минут с максимальной скоростью 160 км/ч. В 1970 году по поручению Бещева Конструкторское бюро авиационной техники А. С. Яковлева разработало, а Калининский вагоностроительный завод изготовил опытный экспериментальный скоростной вагон с авиационным реактивным двигателем. Спустя два года на Приднепровской дороге проведены динамические испытания состоящего из двух вагонов поезда массой 60 тонн, в ходе которых была достигнута скорость 249 км/ч. В 1970-х годах построены отечественные локомотивы, способные развивать скорость свыше 140 км/ч. Однако в итоге правительство СССР с учётом политической подоплёки сделало выбор в пользу скоростных электровозов, произведённых в Чехословакии.

### Общественная деятельность
Член ЦК КПСС с 1952 года. Депутат Совета Национальностей Верховного Совета СССР 4—9-го созывов (1954—1979) от РСФСР. В Верховный Совет 9 созыва избран от Красноярского избирательного округа № 16 РСФСР.

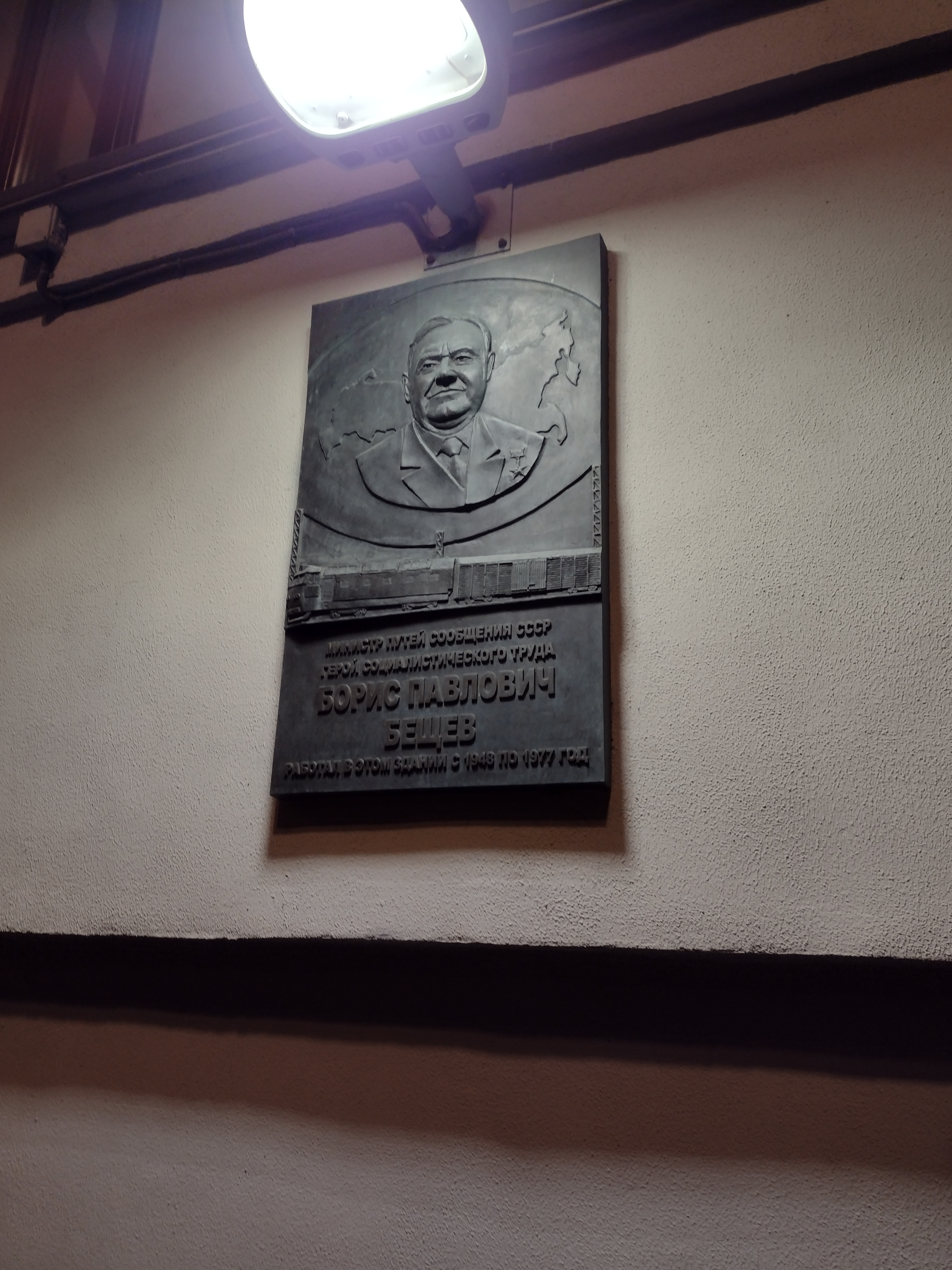
Мемориальная доска Бещеву в Москве

### Последние годы и память
Ушёл в отставку 14 января 1977 года, после 28 лет и 7 месяцев пребывания на посту министра МПС. По продолжительности пребывания в должности Бещев является рекордсменом среди советских министров, опережая министра иностранных дел СССР А. А. Громыко, находившегося на посту 28 лет и 5 месяцев. С 1977 года Бещев — персональный пенсионер союзного значения.
Скончался 27 мая 1981 года, похоронен в Москве на Новодевичьем кладбище. Именем Бещева назван электровозоремонтный завод в Ярославле. Его бюст установлен в здании Московского вокзала в Ярославле.
В августе 2016 года, накануне Дня железнодорожника, на главном здании ОАО «РЖД» в Москве открыта мемориальная доска в честь Б. П. Бещева.
В память о министре проводится Международный футбольный турнир ветеранов «Мемориал Б. П. Бещева».
В настоящее время МОУ «Великосельская средняя школа Гаврилов-Ямского муниципального района» чтит имя земляка и выпускника школы.
В 2001 году на здании школы была открыта мемориальная доска Бещеву.
В канун столетия со дня рождения Бещева в 2003 году в Ярославле в здании обновленного Московского вокзала был установлен бронзовый бюст-памятник, точная гипсовая копия которого хранится в краеведческом музее Великосельской СШ. На юбилейном торжестве присутствовала дочь Бещева — кандидат химических наук Людмила Борисовна Бещева. Было решено в память о Бещеве разбить на школьной территории вишнёвый сад и ежегодно проводить футбольный турнир памяти Б. П. Бещева в селе Великое.

## Награды
Указом Президиума Верховного Совета СССР от 1 августа 1959 года за выдающиеся успехи, достигнутые в развитии железнодорожного транспорта, Бещеву Борису Павловичу присвоено звание Героя Социалистического Труда с вручением ордена Ленина и Золотой медали «Серп и молот». Он также имел:
- семь орденов Ленина (23.11.1939, 29.07.1945, 15.07.1953, 1.08.1959, 15.07.1963…..);
- два ордена Октябрьской Революции (13.07.1973, 14.01.1977);
- орден Трудового Красного Знамени (24.11.1942);
- медаль «За трудовую доблесть»;
- другие медали[1][4].

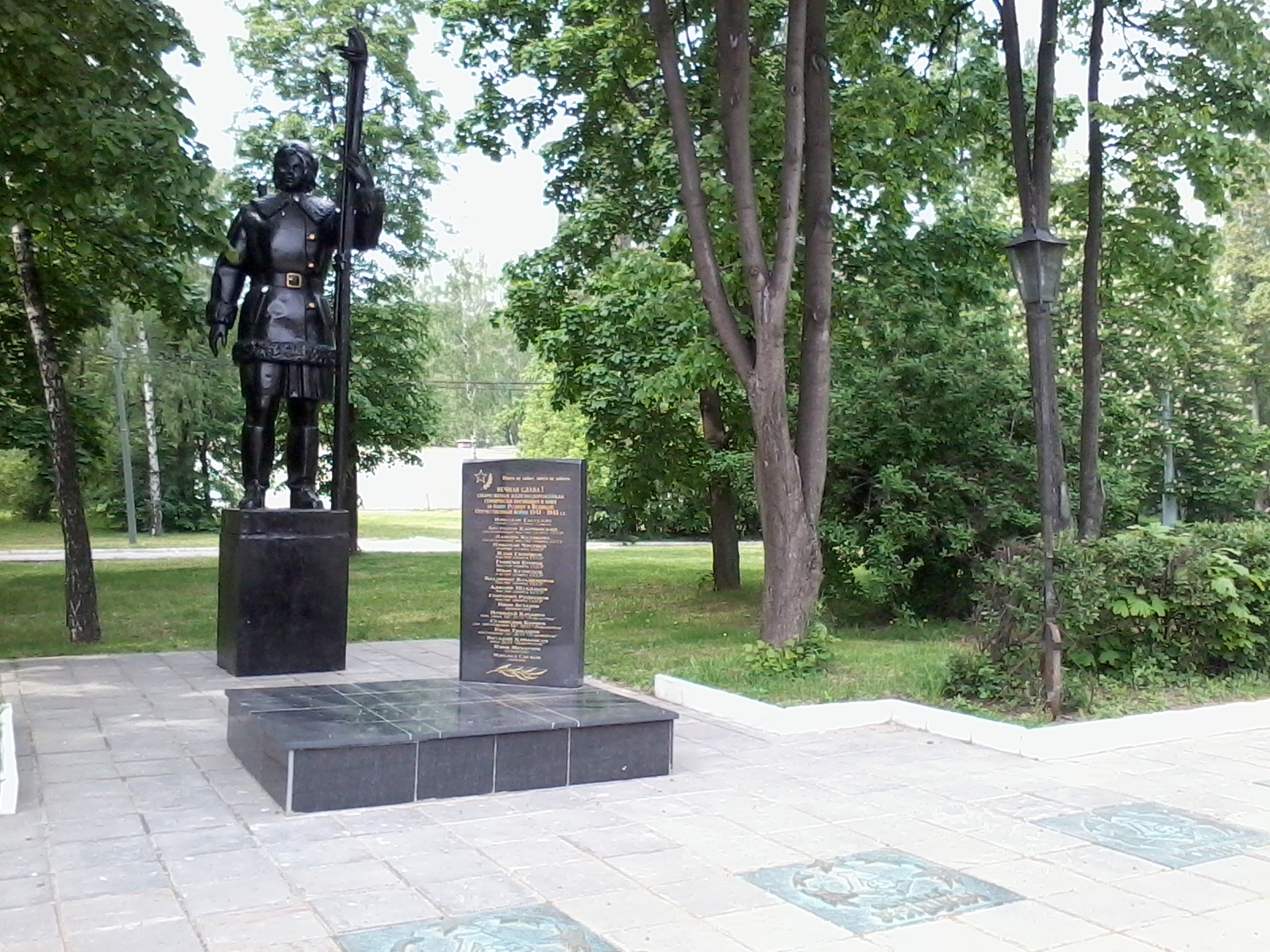
Аллея Славы

Генерал-директор 1-го ранга (29.07.1945).

## Семья и увлечения
Супруга — Бещева (Гайдук) Неонила Ивановна (1918—2005), доктор технических наук, профессор, работала в Госкомитете по науке и технике СССР в научном Совете по комплексной проблеме единой транспортной системы СССР. Дочь — Людмила.
Борис Бещев увлекался рыбалкой и кулинарией. Питал симпатию к животным, в его доме всегда жили собаки.
В молодые годы и уже работая начальником Орджоникидзевской железной дороги, Бещев играл в футбол, потом всю жизнь благоволил к этому виду спорта. Много внимания уделял футбольной команде «Локомотив», прикладывал усилия для развития её тренировочной базы в Баковке. По инициативе Бещева в 1960-е годы в московском районе Черкизово был построен стадион «Локомотив» (просуществовал до 2001 года, заново отстроен на этом же месте в 2002 году). Несколько десятилетий стадион «Локомотив» был одним из лучших в СССР.
Активно участвовал в жизни железнодорожной газеты «Гудок», дружил с одним из корифеев издания Валерием Дранниковым.

## Память
- Его имя увековечено на Аллее славы стадиона «РЖД Арена».
- Имя носит Ярославский электровозоремонтный завод (филиал АО «Желдорреммаш»).

## В кинематографе
- В фильме «Главный» (2015), посвященном С. П. Королёву, роль Бориса Бещева исполнил Сергей Никоненко.